# Ilona Novák
Ilona Novák (Budapest, 16 maggio 1925 – Budapest, 14 marzo 2019) è stata una nuotatrice ungherese, specializzata nello stile libero.

## Palmarès

### Olimpiadi
- Oro a Helsinki 1952 nella staffetta 4x100 metri stile libero.